# Suöjdnure
Suöjdnure är en sjö i Arvidsjaurs kommun i Lappland och ingår i Byskeälvens huvudavrinningsområde. Sjön har en area på 0,15 kvadratkilometer och ligger 347 meter över havet.

## Delavrinningsområde
Suöjdnure ingår i det delavrinningsområde (726530-167560) som SMHI kallar för Inloppet i Långselet. Medelhöjden är 339 meter över havet och ytan är 6,58 kvadratkilometer. Räknas de 108 avrinningsområdena uppströms in blir den ackumulerade arean 1 698,06 kvadratkilometer. Avrinningsområdets utflöde Byskeälven mynnar i havet. Avrinningsområdet består mestadels av skog (75 procent). Avrinningsområdet har 0,45 kvadratkilometer vattenytor vilket ger det en sjöprocent på 6,8 procent.